# Physalaemus kroyeri
Physalaemus kroyeri é uma espécie de anfíbio da família Leptodactylidae.
É endémica do Brasil.
Os seus habitats naturais são: savanas áridas, savanas húmidas, matagal árido tropical ou subtropical, matagal húmido tropical ou subtropical, campos de gramíneas subtropicais ou tropicais secos de baixa altitude, marismas intermitentes de água doce, pastagens e florestas secundárias altamente degradadas.
Está ameaçada por perda de habitat.